# Filaret (patriarcha Moskwy)
Filaret, imię świeckie Fiodor Nikiticz Romanow (ur. 1553 w Moskwie, zm. 1 października?/11 października 1633 tamże) – patriarcha moskiewski i całej Rusi w latach 1609–1633, współwładca Rosji w latach 1613–1633.
Pochodził z rodziny Romanowów. Skoligacony z carem Fiodorem I, był jednym z kandydatów do sukcesji po nim, przegrał jednak walkę o władzę: po soborze ziemskim carem został Borys Godunow. Romanowowie nie zarzucili prób objęcia władzy, w efekcie czego Borys Godunow w 1600 r. podjął rozprawę z całym rodem. Fiodor, będący jego głową, został zmuszony do złożenia wieczystych ślubów mniszych w Monasterze Antoniewo-Sijskim; przyjął imię zakonne Filaret. Klasztor opuścił po pojawieniu się Dymitra Samozwańca I, którego poparł. W rewanżu został przez niego mianowany metropolitą rostowskim i jarosławskim. Niezadowolony ze swojej pozycji w otoczeniu Dymitra, przeszedł do obozu Wasyla IV Szujskiego i poparł zorganizowany przez niego zamach stanu. Po sukcesie przewrotu stronnictwo Romanowów początkowo wysuwało kandydaturę Filareta na tron carski; objęcie władzy przez duchownego było jednak niemożliwe. Nowy car Wasyl IV Szujski początkowo zamierzał powierzyć mu godność patriarchy moskiewskiego i całej Rusi, zmienił jednak zdanie w tym zakresie, nie będąc pewnym lojalności metropolity rostowskiego.
W październiku 1608 r. Filaret został wzięty do niewoli w Rostowie i przewieziony do obozu Dymitra Samozwańca II w Tuszynie. Formalnie będąc ciągle jeńcem, duchowny stał się faktycznym przywódcą obozu tuszyńskiego. Brał udział w opracowywaniu planu umowy zawartej z Polską 4 lutego 1610 r., zapowiadającej powołanie królewicza Władysława na tron carski. W maju 1610 z planem podpisanym w lutym udał się do polskiego obozu pod Smoleńskiem. Nie dotarł jednak do króla, gdyż grupa, w której się znajdował, została „odbita z niewoli” przez oddział wierny Szujskiemu i przewieziona do Moskwy, gdzie car udawał, że nie zdaje sobie sprawy, w jakiej roli Filaret podążał do polskiego obozu. W stolicy Filaret nadal propagował unię Rzeczypospolitej z Rosją, kierując się nienawiścią wobec Szujskiego. Po obaleniu Szujskiego rządzący Rosją bojarzy podjęli rozmowy z Zygmuntem III Wazą, zawierając 17 sierpnia 1610 porozumienie zakładające objęcie tronu przez Władysława. Filaret był członkiem poselstwa rosyjskiego, które prowadziło w obozie pod Smoleńskiem rozmowy z polskim królem. Odmówił także złożenia mu przysięgi na wierność i nie zgadzał się, by sam Zygmunt III został carem rosyjskim. W rezultacie razem z pozostałymi posłami został uwięziony. Przetrzymywany na zamku w Malborku, miał możliwość prowadzenia korespondencji i podejmowania gości, dzięki czemu doskonale orientował się w bieżącej sytuacji w Rosji. Wrócił do kraju w 1619, na mocy wymiany jeńców po podpisaniu rozejmu w Dywilinie w grudniu 1618. Jeszcze w tym samym roku został wybrany na patriarchę moskiewskiego i całej Rusi.
Od swojego powrotu do Moskwy Filaret współrządził Rosją ze swoim synem, carem Michałem Romanowem, de facto samodzielnie nakreślając kierunki polityki wewnętrznej i zagranicznej Rosji. Uporządkował sytuację w państwie po okresie Wielkiej Smuty, reformując administrację, system podatkowy i wojsko, dążąc do odbudowy i wzmocnienia systemu carskiego absolutyzmu. Jako patriarcha moskiewski i całej Rusi działał na rzecz ujednolicenia używanych w liturgii Rosyjskiego Kościoła Prawosławnego obrzędów, zainicjował przegląd ksiąg cerkiewnych i druk ich poprawionych wydań. Współrządzenie krajem przez Filareta i Michała było jedyną w historii Rosji sytuacją, gdy najwyższe urzędy w Kościele i państwie równocześnie sprawowały osoby bezpośrednio ze sobą spokrewnione.

## Życiorys

### Życie świeckie
Pochodził z rodziny Romanowów, od 3 lutego 1547 r. skoligaconej z dynastią Rurykowiczów dzięki małżeństwu Anastazji Romanowej z Iwanem IV Groźnym. Był synem brata Anastazji, Nikity Romanowicza Zacharina-Koszkina i   Eudoksji Aleksandrownej Gorbatej-Szujskiej (Barbara Iwanowna Gołowina-Chowrina byłą pierwszą żoną Nikity, ale małżeństwo było bezdzietne). Żonaty z Ksenią Iwanowną Szestową. Miał pięciu synów (Borysa, Nikitę, Michała, Lwa i Iwana) oraz córkę Tatianę (ur. w 1592 r.). Tylko dwoje dzieci przeżyło okres dzieciństwa: córka i Michał – późniejszy car Rosji Michał I Romanow.
Po śmierci Fiodora I w związku z pokrewieństwem z władcą był jednym z kandydatów do sukcesji po nim. Jego zwolennicy propagowali historię, jakoby umierający car wskazał właśnie na niego jako następcę. Nie zdołał jednak przekonać do siebie większości członków dumy bojarskiej i stać się przywódcą opozycji przeciwko objęciu tronu przez Borysa Godunowa. W rezultacie wewnętrznych sporów między rywalizującymi o tron Romanowami i Mścisławskimi pozycja polityczna dumy została na tyle osłabiona, że inicjatywę przejął inspirowany przez patriarchę Hioba sobór ziemski, który przesądził o objęciu władzy przez Godunowa. W kwietniu 1598, jeszcze przed jego koronacją, Fiodor Romanow usiłował doprowadzić do objęcia tronu przez Symeona, ochrzczonego chana tatarskiego, a następnie wielkiego księcia twerskiego. Zdaniem bojarów duma mogłaby łatwo nim manipulować. O porażce tego projektu przesądziła antytatarska wyprawa Godunowa, który ogłaszając niebezpieczeństwo ze strony najeźdźców zdołał skonsolidować wokół siebie średnią szlachtę ruską oraz część bojarów. Kierowana przez Romanowów opozycja straciła wówczas wpływy.
Już po koronacji Godunowa Fiodor Romanow i jego zwolennicy prowadzili przeciwko władcy szeroką agitację, oskarżając go m.in. o zamordowanie carewicza Dymitra Iwanowicza, półtorarocznej córki Fiodora I Teodozji, a nawet samego cara. Opozycja związana z Romanowami podsycała zamieszki chłopskie na prowincji, jakie wybuchły na tle braku żywności. Jesienią 1600 car zdecydował się w związku z tym na rozprawę z całym rodem. Romanowa i jego braci Aleksandra, Michaiła i Wasyla oskarżono o próbę zamachu na jego życie przy pomocy „czarnoksięskich korzeni”. Zasiadający w dumie bojarskiej książęta, niezadowoleni z wcześniejszych wpływów Romanowów, zdaniem Skrynnikowa pomogli carowi się ich pozbyć. Godunow długo zastanawiał się nad dalszym losem uwięzionych. Ostatecznie Fiodor Romanow został zmuszony do rozwodu z żoną i wstąpienia do Monasteru Antoniewo-Sijskiego, gdzie pod przymusem złożył wieczyste śluby mnisze z imieniem Filaret. Jego żona w analogicznych okolicznościach została mniszką, z imieniem Marta. Trzej jego bracia zmarli na zesłaniu. Po kilku miesiącach od sądu nad Romanowami Borys Godunow polecił jednak złagodzić warunki, w jakich w klasztorze przebywał Filaret (Romanow), nakazując, by „nie zaznał biedy”. Początkowo osadzony w monasterze bojar pozostawał w silnej depresji, z czasem jego zachowanie uległo zmianie; w lutym 1605 Filaret (Romanow) wydawał się być przekonany, że odegra w przyszłości ważną rolę. Zdaniem D. Czerskiej, cytującej także wypowiedzi grupy historyków rosyjskich, pozwala to domniemywać, że brał udział w intrydze przygotowującej pojawienie się pierwszego Dymitra Samozwańca. Za głównego organizatora wystąpienia Samozwańca uważał Filareta Jerzy Ochmański. Andrusiewicz uważa tę tezę za nieprzekonującą.

### Okres dymitriad

#### W obozie Dymitra Samozwańca I i Wasyla Szujskiego
W okresie I Dymitriady poparł Dymitra Samozwańca i został przez niego mianowany metropolitą rostowskim i jarosławskim. Gest ten miał przekonać Rosjan do przywiązania rzekomego Dymitra do prawosławia. Filaret uważał jednak, że jest przez Samozwańca niedoceniany (Romanowowie nie odgrywali większej roli w jego otoczeniu), toteż przeszedł do obozu Wasyla IV Szujskiego i poparł zorganizowany przez niego zamach stanu. Po sukcesie przewrotu stronnictwo Romanowów początkowo wysuwało kandydaturę Filareta na tron carski; objęcie władzy przez duchownego było jednak niemożliwe. Upadła również kandydatura jego syna Michała i 19 maja 1606 Duma Bojarska ogłosiła carem Szujskiego.
Nowy władca początkowo zamierzał powierzyć mu urząd patriarchy moskiewskiego i całej Rusi, wakujący po wygnaniu Ignacego. Szujski miał nadzieję, że w ten sposób Romanowowie pogodzą się z faktem, że to nie przedstawiciel ich rodziny zasiada na tronie. Przed objęciem godności Filaret został skierowany przez Szujskiego do Uglicza, w celu przewiezienia do Moskwy relikwii carewicza Dymitra Iwanowicza, uznanego za świętego prawosławnego. W czasie jego nieobecności w stolicy wybuchły rozruchy wymierzone przeciwko Szujskiemu, których prowodyrami mogły być osoby ze stronnictwa Romanowów. Zdaniem Czerskiej nie można wykluczyć udziału samego Filareta w ich organizacji. W rezultacie Szujski wycofał poparcie dla metropolity jarosławskiego i rostowskiego i doprowadził do wyboru na patriarchę metropolity kazańskiego Hermogena. Wśród innych powodów, które mogły skłonić cara do zmiany decyzji, wymienia się związki Filareta z rodem Szeremetiewów lub jego dawne poparcie dla Samozwańca. Intronizacja Hermogena odbyła się 3 lipca 1606. Po tej dacie Filaret opuścił Moskwę i wrócił do Rostowa, gdzie pozostał do jesieni. W ocenie Czerskiej Szujski popełnił poważny błąd polityczny, popierając kandydaturę Hermogena wbrew pierwotnym projektom.

#### W obozie Dymitra Samozwańca II
W październiku 1608 r. Filaret został wzięty do niewoli w Rostowie i przewieziony do obozu Dymitra Samozwańca II w Tuszynie. Jego sytuacja była początkowo nieokreślona – pozostając teoretycznie jeńcem, był traktowany jak wybitny gość, co skłania Michaiła Hellera do wskazania, że być może przebywał on w Tuszynie z własnej woli. Zgodził się przyjąć godność patriarchy moskiewskiego i całej Rusi w opozycji do legalnie sprawującego ten urząd Hermogena, konsekwentnego zwolennika Wasyla Szujskiego. Nadanie Filaretowi tego urzędu, chociaż sprzeczne z procedurami kanonicznymi, wpisywało się w szersze starania Dymitra na rzecz utworzenia w Tuszynie alternatywnego ośrodka władzy świeckiej i duchownej, który miał następnie przenieść się do Moskwy. Niekanoniczny patriarcha przed wzięciem do niewoli jednoznacznie nazywał Samozwańca II heretykiem i złodziejem, doskonale zdawał sobie przy tym, że nie jest on ani synem Iwan Groźnego, ani Samozwańcem I. Dla celów politycznych zgodził się jednak uznać go za prawowitego cara. Z czasem wpływy Filareta w obozie tuszyńskim stały się na tyle znaczące, że zdaniem Andrusiewicza stał się on faktycznym liderem całego stronnictwa Samozwańca II. Opinię tę podziela Heller.
W tym samym okresie w Tuszynie znajdowało się wielu bojarów i przedstawicieli szlachty niechętnych Szujskiemu lub osób spokrewnionych z rodem Romanowów. Powstało stronnictwo, które opowiedziało się za podjęciem rokowań z polskim królem Zygmuntem III Wazą w sprawie objęcia tronu moskiewskiego przez jego syna Władysława. Filaret poparł ten projekt; pozostał w Tuszynie po ucieczce Samozwańca do Kaługi i brał udział w opracowywaniu planu umowy zawartej z Polską 4 lutego 1610, zapowiadającej powołanie Władysława na tron carski. Historycy polscy zgadzają się co do tego, że to niekanoniczny patriarcha wskazał kandydaturę niepełnoletniego Władysława. Zdaniem Andrusiewicza uczynił tak, gdyż zdawał sobie sprawę z faktu, że polski królewicz nigdy nie zdobędzie w Rosji szerokiego poparcia (podobnie zresztą jak jego ojciec). W maju 1610 z planem podpisanym w lutym udał się do polskiego obozu pod Smoleńskiem. Nie dotarł jednak do króla, gdyż grupa, w której się znajdował, została „odbita z niewoli” przez oddział wierny Szujskiemu i przewieziona do Moskwy, gdzie car udawał, że nie zdaje sobie sprawy, w jakiej roli Filaret podążał do polskiego obozu. W stolicy Filaret nadal propagował unię Rzeczypospolitej z Rosją, kierując się nienawiścią wobec Szujskiego.

#### Rokowania z Zygmuntem III i uwięzienie
17 lipca 1610 Wasyl Szujski został pozbawiony tronu carskiego, zaś władza przeszła w ręce „siedmiu bojarów” na czele z Fiodorem Mścisławskim. Zdaniem Czerskiej udział Filareta w organizacji przewrotu nie ulega wątpliwości. Był on również obecny na Placu Czerwonym w decydujących momentach antycarskiego wystąpienia. Do nowego rządu nie wszedł jedynie z uwagi na status osoby duchownej, miał jednak ogromny wpływ na jego funkcjonowanie.
W zmienionej sytuacji politycznej bojarzy podjęli rozmowy z Zygmuntem III Wazą, zawierając 17 sierpnia 1610 porozumienie zakładające objęcie tronu przez Władysława. W celu omówienia kwestii spornych Filaret wyjechał ponownie pod Smoleńsk na czele „wielkiego poselstwa” (wspólnie z Wasylem Golicynem). Razem z innymi posłami, przedstawicielami bojarów, zgadzał się na objęcie tronu rosyjskiego przez Władysława, lecz nie przez samego Zygmunta III. Odmówił także złożenia mu przysięgi na wierność i nie zgodził się udać do Smoleńska, by nakłaniać jego obrońców do poddania się. Nalegał, by wojska polskie opuściły ziemie rosyjskie i konsekwentnie żądał, by Władysław został ponownie ochrzczony, w obrządku prawosławnym, w obecności króla i dworu polskiego, jeszcze na terenie obozu pod Smoleńskiem, przez dwóch hierarchów: siebie samego i arcybiskupa smoleńskiego Sergiusza. Rozmowy trwały miesiąc; ostatecznie po odmowie złożenia mu przysięgi wierności król polski nakazał uwięzienie delegacji rosyjskiej. Wskutek uwięzienia delegatów z życia politycznego ogarniętej chaosem Rosji wyeliminowani zostali ostatni poważni rzecznicy porozumienia i unii polsko-rosyjskiej. W Moskwie, także wśród rządzących bojarów, wzrosły nastroje antypolskie, wynikające z przekonania o wiarołomności Zygmunta III Wazy i złego traktowania uwięzionych posłów.
29 października 1611 został przywieziony do Warszawy razem z innymi znacznymi jeńcami: zdetronizowanym carem Wasylem IV Szujskim, jego braćmi Dymitrem z żoną – wielką księżną Jekatieriną Grigoriewną i Iwanem oraz Michaiłem Szeinem. W Warszawie mógł kontaktować się z przetrzymywanym w pałacu mokotowskim Wasylem Szujskim, we wrześniu 1612 miał również możliwość wyjazdu do Gostynina – nowego miejsca pobytu uwięzionych Szujskich. Dotarł tam jednak już po śmierci byłego cara. Następnie Filaret był przetrzymywany na zamku w Malborku. Jako miejsce zamieszkania udostępniono mu pokoje wielkiego mistrza krzyżackiego. Razem z nim przebywała jego własna świta, mógł również utrzymywać szeroką korespondencję i przyjmować gości w Malborku lub jeździć do Warszawy. W swoich listach doradzał, by wybrać na cara jego syna Michała, nie zaś polskiego królewicza Władysława. Pisma podpisywał jako „metropolita całej Rusi”. Był doskonale zorientowany w bieżącej sytuacji w Rosji i w odbywających się przygotowaniach do Soboru Ziemskiego. Michał Romanow został faktycznie wybrany.
W 1615 do Warszawy przybyło carskie poselstwo, m.in. upominające się o losy uwięzionych członków „wielkiego poselstwa”. W czasie pobytu posłów w stolicy przewieziony do niej został także Filaret. Osadzony w wieży przy kościele św. Anny w Warszawie, mógł jednak uczestniczyć w rozmowach i przekazać delegatom rady dla cara oraz usłyszeć od nich najnowsze informacje z Moskwy.

### Powrót z niewoli i wybór na patriarchę

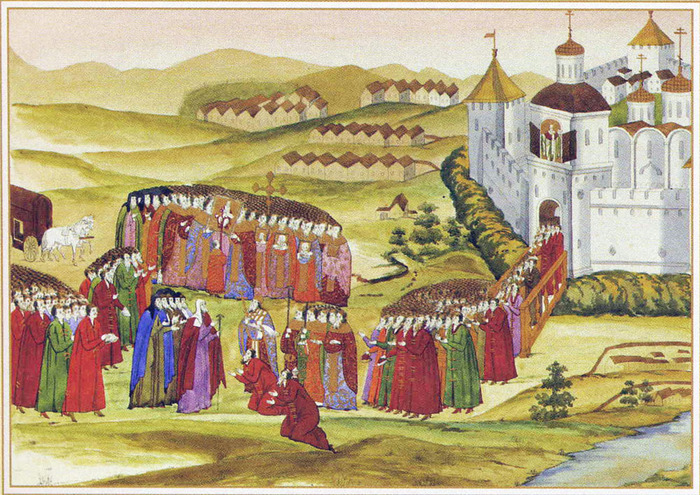
Powitanie metropolity Filareta pod Możajskiem, ilustracja z XVII wieku

Filaret przebywał w niewoli polskiej do 1619 r. W Rosji rozpowszechniła się legenda o jego „męczeństwie” w więzieniu. Wrócił do Rosji na mocy wymiany jeńców po podpisaniu rozejmu w Dywilinie w grudniu 1618. W czasie podróży do Moskwy był triumfalnie witany przez duchowieństwo prawosławne i bojarów. Oficjalnie zwolniony został we Wiaźmie. Nad granicę polsko-rosyjską na powitanie ojca wyjechał Michał Romanow, który złożył przed nim niski pokłon i nazwał „zbawcą ojczyzny, ojcem i nauczycielem”. Powitanie według ceremoniału dworskiego powtarzano jeszcze w Możajsku i Zwienigorodzie, zaś scenę radosnego powitania ojca i syna powtórzono na oczach tłumów w Moskwie 14 czerwca 1619. Powrót Filareta uczczono również rozdaniem szeregu nagród państwowych (nadania otrzymali m.in. mnisi monasterów, w których zamieszkiwał Filaret) oraz wykonaniem specjalnych utworów okolicznościowych. Triumfalnemu przejazdowi Filareta do Moskwy towarzyszyły publiczne zgromadzenia, w czasie których metropolita zapowiadał ostateczne usunięcie Polaków z Rosji i symboliczne wystawienie ich głów przed bramami stolicy. Jego antypolskie i antykatolickie poglądy (traktowanie katolicyzmu jako najpoważniejszej herezji) jeszcze się zaostrzyły. Na pamiątkę przybycia metropolity z niewoli w Moskwie wzniesiono cerkiew św. Eliasza. Rezydencją patriarchy stał się Pałac Troicki na Kremlu.
Jeszcze przed przyjazdem Filareta do Rosji przesądzona była kwestia objęcia przez niego urzędu patriarchy moskiewskiego i całej Rusi, który wakował od śmierci Hermogena w 1612. Pisząc listy do ojca, Michał Romanow konsekwentnie tytułował go metropolitą Wszechrosji. Ostatecznie po przyjeździe Filareta do Moskwy zwołany został sobór biskupów Rosyjskiego Kościoła Prawosławnego, który miał formalnie rozstrzygnąć o wyborze nowego patriarchy. W wyborach wziął udział także przebywający w mieście patriarcha jerozolimski Teofan III. On też zwrócił się do niego, by zechciał przyjąć najwyższy urząd w Cerkwi Rosyjskiej. Filaret początkowo konwencjonalnie zaprzeczał, powołując się na podeszły wiek, wieloletnie cierpienia w niełasce i niewoli oraz twierdząc, że nie jest godny bycia zwierzchnikiem Rosyjskiego Kościoła Prawosławnego. Zaakceptował urząd, gdy do próśb dołączył car i wysunięto typowe argumenty „gniewu bożego”, jaki miała wywołać odmowa. Został wówczas po raz drugi, tym razem w sposób kanoniczny, ogłoszony patriarchą i intronizowany. Ceremonii wprowadzenia go na tron zwierzchników Rosyjskiego Kościoła Prawosławnego 24 czerwca 1619 przewodniczył patriarcha jerozolimski.

### Faktyczne rządy w Rosji

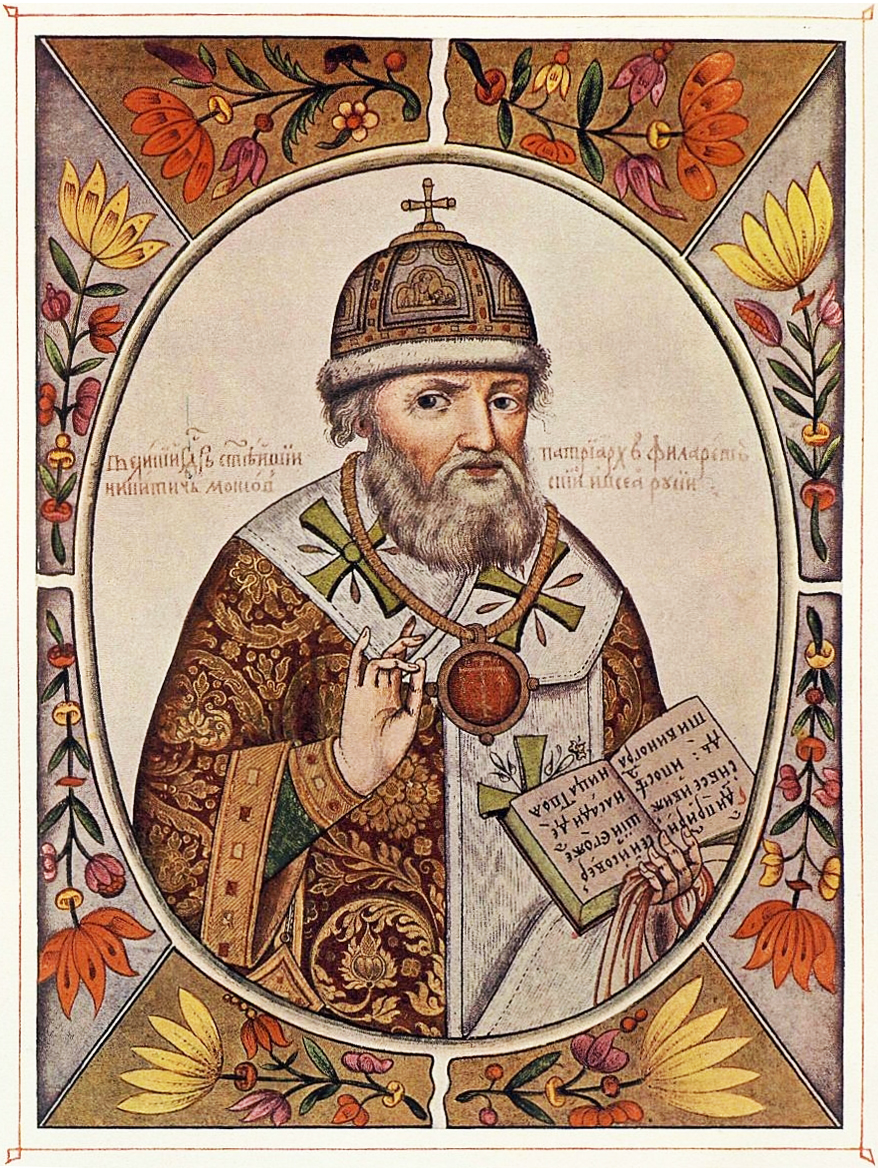
Wizerunek Filareta w Carskim tytularniku

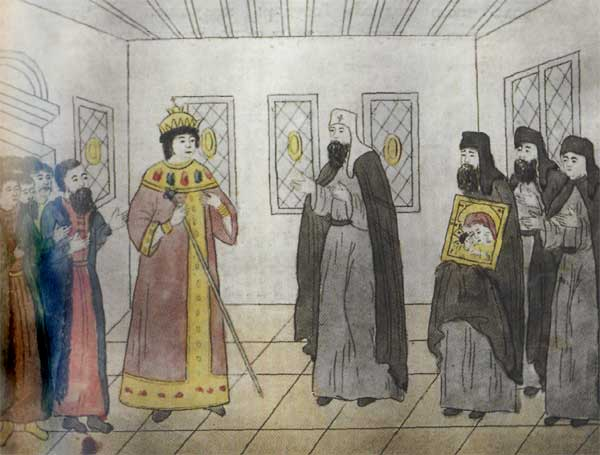
Filaret błogosławi małżeństwo swojego syna, cara Michała, z Eudokią Strieszniewą

W tym samym roku Filaret został mianowany przez syna, cara Michała I Romanowa współrządzącym. Jako koregent, z tytułem honorowym wielkiego gosudara był do śmierci faktycznym władcą Carstwa Rosyjskiego. Jego syn był człowiekiem słabego charakteru i ustępował mu we wszystkim. Jak pisze Czerska

Od powrotu do Moskwy aż do śmierci (...) w rękach tego człowieka, odznaczającego się niespożytą energią, podejrzliwego, apodyktycznego i nie uznającego sprzeciwu, skupiały się sprawy kierowana państwem i rosyjską, prawosławną Cerkwią. Filaret osiągnął wreszcie władzę, do której dążył przez całe swoje życie, i mimo szat duchownych, pozostał działaczem państwowym, dysponującym bogatym doświadczeniem państwowym i politycznym, zdobytym w minionych latach

Heller wprost ocenia Filareta jako męża stanu. Czerska podkreśla, że kontynuował on linię polityczną Iwana Groźnego i Borysa Godunowa, wzmacniając system carskiego absolutyzmu, okazał się energicznym administratorem, nie przeprowadził jednak reform w kluczowych obszarach (problem chłopski, sytuacja mieszczan).
W pierwszych latach po powrocie do Moskwy Filaret doprowadził do odsunięcia od władzy stronnictwa, jakie po wyborze Michała Romanowa na cara zebrało się wokół jego matki, mniszki Marty zwanej „wielką mniszką” oraz jej rodziny – Sałtykowów. Stronnictwo Marty bez powodzenia starało się mobilizować mieszkańców Moskwy przeciwko Filaretowi, otwarcie sugerując jego zabójstwo. Patriarcha zwyciężył w walce o wpływy na dworze. Wykreował przy tym swoją osobę na „wodza”, „mocarza”, kierującego zarówno Kościołem i państwem w czasach, gdy zagrażali im „łacinnicy” i protestanci. Ponadto jak pisze Andrusiewicz

Mieszkańcy państwa moskiewskiego wyszli ze „smuty” z gorącym pragnieniem porządku, pokoju i spokoju. Oczekiwano człowieka „silnej ręki” u steru władzy. Psychologicznemu nastawieniu ludzi wyszedł naprzeciw Filaret

Filaret brał udział w rozstrzyganiu wszystkich zagadnień związanych z polityką wewnętrzną i zagraniczną. Częściej niż syn (niezwykle pobożny i często pielgrzymujący do monasterów) przebywał w stolicy, czytał dokumenty adresowane do cara, w tym raporty wojewodów, po czym doradzał mu przy podejmowaniu decyzji. Nie było sytuacji, w której Michał odrzucił sugestie ojca; zdarzały się natomiast przypadki odwrotne, gdy Filaret nie wprowadzał w życie decyzji syna. Z zachowanej korespondencji Romanowów wynika, że w zakresie polityki zagranicznej w pierwszych latach sprawowania urzędu patriarcha podejmował poselstwo Tatarów krymskich, a następnie kierował na Krym posłów rosyjskich, prowadził pertraktacje z Persją i rozmowy z Polską w kwestii granic. Nawet gdy patriarcha udawał się na pielgrzymki (co zdarzało się bardzo rzadko) to do niego napływały raporty wojewodów, który dopiero po lekturze odsyłał synowi, zaś dzięki stałej korespondencji z carem miał najnowsze wiadomości w kwestiach państwowych. Jego pozycję w państwie podkreślał honorowy tytuł wielkiego gosudara.
Program pierwszych, niezbędnych posunięć rządowych, wymagających omówienia na soborze ziemskim, został opracowany przez Filareta i Michała Romanowa w czasie posiedzenia Świątobliwego Soboru w dniach 24 czerwca – 3 lipca 1619. Ostatecznie w programie rządowym zdecydowano o skierowaniu do miast, które nie zostały zniszczone w czasie Wielkiej Smuty pisarzy podatkowych, zaś do tych, które uległy destrukcji – nadzorców, którzy mieli dokonać spisu dobytku podlegającego opodatkowaniu. Ludziom posadskim, którzy przenieśli się z miast na ziemiach zachodnich kraju do Moskwy, zobowiązano do powrotu, za odszkodowaniem zależnym od stopnia poniesionych strat materialnych. Zdecydowano o powołaniu Prikazu Spraw Śledczych oraz o precyzyjnym ustaleniu, jakie dochody w zbożu i w pieniądzu powinny wpływać do skarbu państwa. Decyzje te potwierdził sobór ziemski w 1619. Kolejny tego typu zjazd miał miejsce, z inicjatywy Filareta, w 1622, w celu omówienia stanu przygotowań do wojny z Polską. Następnie koregent zaprzestał zwoływania zjazdów; następny odbył się w 1632. Podobnie ograniczone zostało znaczenie Dumy Bojarskiej, która została odsunięta od omawiania najważniejszych zagadnień polityki zagranicznej – rozstrzygał je sam patriarcha z synem, co najwyżej przy udziale najbardziej zaufanych doradców, których skupił w Bliskiej Dumie. Filaret podjął kroki na rzecz usprawnienia systemu wymierzania sprawiedliwości i walkę z nadużyciami.
Mimo niechętnego stosunku do wyznawców innych religii niż prawosławie, Filaret zgadzał się na przyjazdy cudzoziemców do Rosji i podejmowanie działalności gospodarczej. Wobec braku fachowców rosyjskich Michał Romanow i Filaret udzielali im ulg finansowych, wymagali jednak, by zakłady prowadzone przez obcokrajowców znajdowały się poza miastami. Polityka handlowa obydwu współrządzących budzi kontrowersje wśród historyków; zdaniem jednych autorów Rosja została „rzucona na pastwę eksploatacji cudzoziemców” (określenie Waliszewskiego), według innych działalność rządzących pozwalała na rozwój rodzimej gospodarki i handlu. Heller podkreśla, że Filaret dążył przede wszystkim do uzyskania dla kraju natychmiastowych zysków (uzyskiwanych ze sprzedaży przywilejów i ulg finansowych), nie zastanawiając się nad długofalowymi skutkami podejmowanych decyzji.
Filaret prowadził działania na rzecz silniejszego scentralizowania władzy w państwie. Polecił zniszczenie archiwów państwowych, w których przetrwały pisemne deklaracje poprzednich carów, iż nie będą rządzić przy pomocy terroru. Przyczynił się do utrwalenia systemu carskiego samowładztwa, usuwając te ograniczenia kompetencji władców Rosji, w których wprowadzeniu sam niegdyś brał udział. W niewielkim natomiast stopniu zmienił system prikazów. Utworzył Prikaz Wielkiego Skarbu (1622) odpowiedzialny za państwową działalność gospodarczą, Cudzoziemski (1624) zajmujący się obcokrajowcami w służbie carskiej oraz Dwór Patriarszy złożony z czterech prikazów: Pałacowego, Skarbowego, Razriadnego i Sądowego. Zajmowały się one kolejno nadzorowaniem posiadłości ziemskich patriarchatu, jego finansów, ludzi służebnych i rozstrzyganiem sporów między ludnością zamieszkującą w miejscowościach należących do Cerkwi. Filaret dopuszczał również jedną osobę do sprawowania kilku kierowniczych stanowisk w prikazach – Iwan Czerkasski w latach 20. XVII w. stanął równocześnie na czele Prikazów Aptekarskiego, Strzeleckiego i Wielkiego Skarbu. Pod rządami Filareta uformowała się grupa tzw. „silnych ludzi” – wysokich urzędników państwowych oraz wyższych duchownych, którzy otrzymali od niego swoje urzędy. Powiązania z władzą świecką i duchowną dawały im pozycję silniejszą niż przedstawicielom starszych rodów szlacheckich i bojarskich. Szereg politycznych przeciwników patriarchy znalazł się w więzieniu w Monasterze Sołowieckim.
Do swojej śmierci razem z synem podpisywał wszystkie dokumenty państwowe i przyjmował zagranicznych posłów. Dokonał wymiany wyższych urzędników.
W celu zainicjowania w Rosji nowej dynastii poszukiwał początkowo małżonki dla syna za granicą (w Szwecji, Polsce, Danii i Saksonii), jednak żadna z rządzących dynastii nie była zainteresowana mariażem z carem rosyjskim, lub też – w przypadku Szwecji – przeszkodą okazała się konieczność konwersji narzeczonej na prawosławie. Ostatecznie doprowadził do ślubu Michała najpierw z Marią Dołgoruką, a po jej śmierci – z Jewdokią Strieszniewą.

#### Działalność Filareta jako patriarchy
Filaret zajmował się w pierwszej kolejności sprawami państwowymi. Prowadził świecki tryb życia i wypełniał jedynie podstawowe obowiązki patriarchy. Przed wstąpieniem do monasteru nie interesował się w ogóle teologią, nigdy nie uzyskał wykształcenia teologicznego. Mimo tego w okresie sprawowania przez niego urzędu rola Rosyjskiego Kościoła Prawosławnego w kraju jeszcze wzrosła. Cerkiew stała się instytucją uosabiającą mit Trzeciego Rzymu, niezależną od władzy świeckiej, czy wręcz wyższą od niej. Wzrosło również materialne bogactwo Rosyjskiego Kościoła Prawosławnego, zwolnionego z podatków. Wyjątkowa pozycja Kościoła w państwie (poza sferą fiskalną) wynikała jednak wyłącznie z rodzinnych więzów między Filaretem a Michałem Romanowem i zmieniła się radykalnie natychmiast po jego śmierci. Wpływ kolejnych dwóch patriarchów – Joazafa i Józefa – na postępowanie władzy świeckiej był minimalny.
W 1620, z inicjatywy patriarchy, Rosyjski Kościół Prawosławny ogłosił, że w przypadku konwersji katolików (zarówno obrządku łacińskiego, jak i unickiego, bizantyjskiego) od konwertytów wymagane będzie ponowne przyjęcie chrztu. Chcąc uniemożliwić Rosjanom zetknięcie z „herezjami”, Filaret znacząco ograniczył możliwość wyjazdów poza granice kraju. Jako najwyższą możliwą karę za porzucenie prawosławia na rzecz katolicyzmu wprowadzono karę śmierci. Filaret regularnie publicznie krytykował katolicką doktrynę, szkolnictwo i literaturę. Atakował również prawosławną hierarchię metropolii kijowskiej, zarzucając jej zbytnie wzorowanie się na Kościele katolickim; od prawosławnych pochodzących z Ukrainy Naddnieprzańskiej przenoszących się do Rosji żądał ponownego chrztu. Doprowadził także do wydalenia z Rosji jezuitów.
Filaret prowadził pewne działania na rzecz poprawy obyczajów duchowieństwa rosyjskiego; znane są jego ukazy, w których nakazywał karanie mnichów uprawiających czarną magię i inne nieprawosławne praktyki.
Filaret zainicjował przegląd i korektę używanych w Cerkwi Rosyjskiej ksiąg liturgicznych, chcąc usunąć z używanych tekstów błędy powstałe w toku kilkuwiekowego ręcznego kopiowania modlitw. W toku prac nowe księgi porównywane były z najstarszymi zachowanymi egzemplarzami. Filaret nie dożył końca zainicjowanych prac – były one kontynuowane przez jego następców. W czasie sprawowania przez niego urzędu w Rosji wydrukowano więcej ksiąg, niż przez cały dotychczasowy okres funkcjonowania w kraju druku. Opublikowany został komplet ksiąg liturgicznych, niektóre z nich w kilku edycjach, kolejno poprawianych. Każda z prac zawierała pieczęć patriarchy oraz notę informującą, że jej treść została porównana z najstarszymi ruskimi rękopisami, w dalszym ciągu jednak nie ma pewności, że nie ma w niej żadnych błędów, gdyż nie istnieje jeden tekst, który bez wątpliwości można byłoby uznać za wzorcowy. Jedynie na niewielką skalę porównywano natomiast teksty z oryginałami greckimi, z uwagi na brak wykwalifikowanych duchownych biegle znających zarówno grekę, jak i język cerkiewnosłowiański oraz utrudnienia w dostępie do modlitw w języku greckim.
Filaret, z poparciem świeckiej administracji, starał się dystrybuować księgi liturgiczne w parafiach prawosławnych w całym kraju, w tym w nowych placówkach duszpasterskich powstających na Syberii. Dążył do pełnego ujednolicenia obowiązujących w Rosyjskim Kościele Prawosławnym obrzędów. Wiedząc, że nakład nowo drukowanych ksiąg był niewystarczający, patriarcha dopuszczał do użytku starsze publikacje, starając się (z różnym powodzeniem) stopniowo zastępować je nowymi, poprawionymi wydaniami. Początkowo Filaret dopuszczał również swobodne wykorzystywanie w Kościele ksiąg liturgicznych i teologicznych wydrukowanych poza Rosją (głównie w metropolii kijowskiej, w drukarniach Kijowa, Wilna, Lwowa i Mińska). W 1627 zaczął jednak wyrażać zastrzeżenia co do ich treści i sformował specjalną komisję analizującą treść ksiąg przed ich dopuszczeniem do rozpowszechniania w Rosji.
Jako patriarcha moskiewski i całej Rusi Filaret podjął również próbę stworzenia w Moskwie szkoły teologicznej, w której studenci uzyskiwaliby znajomość greki. Na jego zaproszenie do stolicy Rosji przybył w 1632 archimandryta Józef z Patriarchatu Aleksandryjskiego. Duchowny zmarł jednak po dwóch latach, a jego śmierć przerwała prace szkoły. Kwestia organizacji podobnej placówki nie została już podjęta w czasie sprawowania urzędu przez Filareta.

#### Wojna z Polską

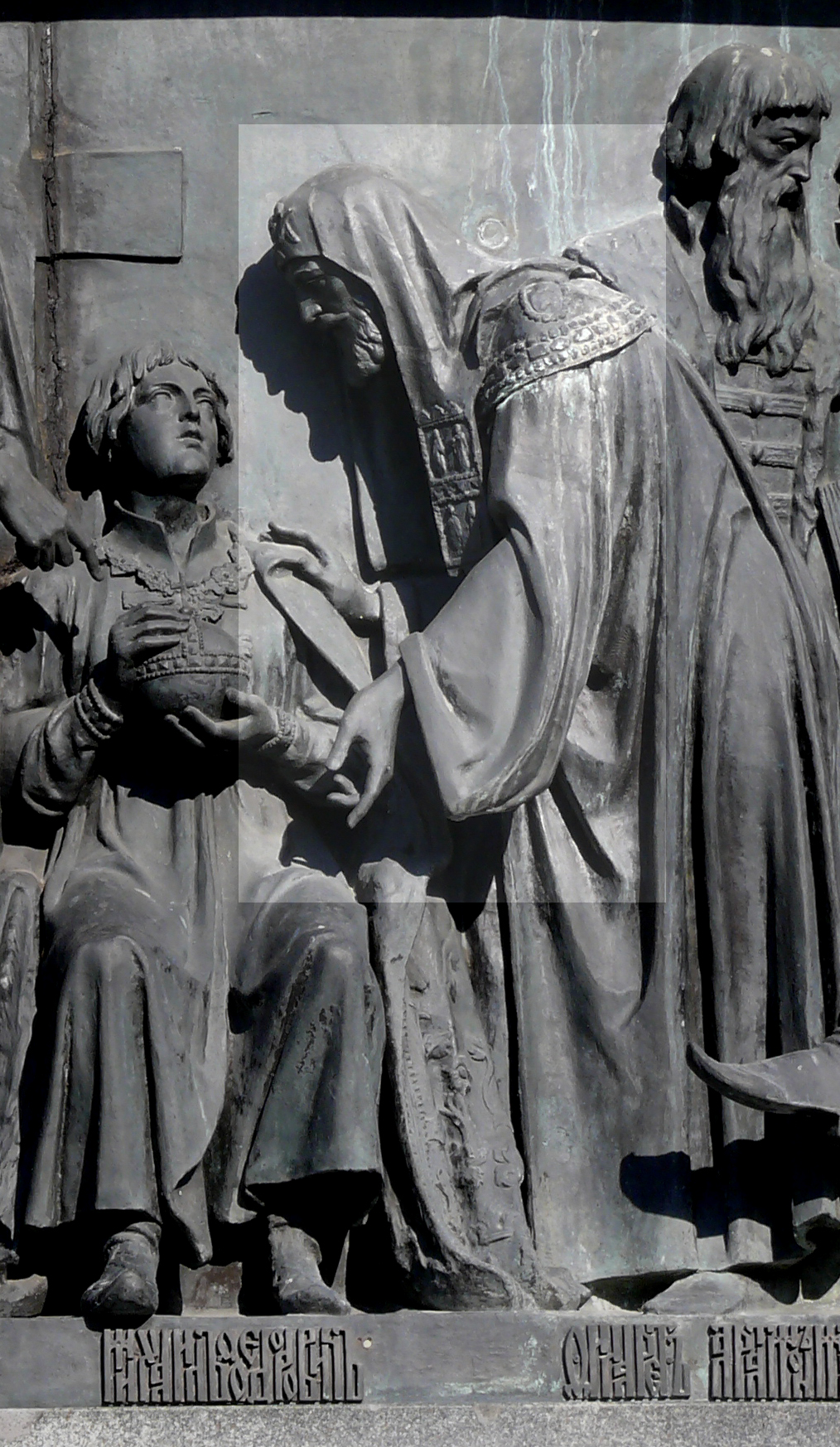
Postać Filareta (z lewej Michał Romanow) na Pomniku Tysiąclecia Rosji

Zdaniem Andrusiewicza Filaret od momentu objęcia władzy przygotowywał się do nowej wojny z Polską, wzmacniając rosyjską armię. Heller uważa, że zamysł ten pojawił się dopiero w 1626. W ramach przygotowywania się do wojny przeprowadzono reformę armii rosyjskiej, zwiększając jej liczebność, przyspieszając tempo mobilizacji, formując pułki cudzoziemskie.
W 1632 r. po śmierci Zygmunta III Wazy, licząc na poprawę pozycji Rosji na arenie międzynarodowej i spodziewając się osłabienia zachodniego sąsiada w czasie bezkrólewia, wypowiedział w imieniu Michała i z poparciem soboru ziemskiego wojnę Rzeczypospolitej. Wojska rosyjskie nie odniosły jednak spodziewanych sukcesów, chociaż w granice kraju włączono ponad 13 tys. kilometrów kwadratowych. Jeszcze w trakcie działań wojennych Filaret zmarł po krótkiej chorobie w Moskwie. Źródła z epoki łączą jego nieoczekiwany (mimo podeszłego wieku patriarchy) zgon z napływającymi wiadomościami o klęskach Rosjan, jednak opis ostatnich tygodni życia Filareta jest lakoniczny. Jak pisze Czerska

Taka wielka powściągliwość źródeł, które zazwyczaj bardzo szeroko opisują stosowane metody leczenia czy też ostatnie chwile panujących osób, jest bardzo intrygująca. Skłania ona do zastanowienia się, czy nie jest słuszna hipoteza (...) Borysa Porszniewa. Uważa on mianowicie, że śmierć patriarchy Filareta nie nastąpiła w sposób naturalny, ale była wynikiem przewrotu pałacowego dokonanego w związku z fiaskiem ówczesnej polityki zagranicznej Rosji

Przed śmiercią Filaret polecił, aby jego następcą został wybrany arcybiskup pskowski i wielkołucki Joazaf. Wskazując człowieka całkowicie uległego i słabego charakterem, zapewnił odzyskanie przez swojego syna władzy absolutnej.
Po śmierci Filareta car ogłosił zwolnienie z zesłania szeregu więźniów, w intencji zbawienia duszy zmarłego. Równocześnie kilkanaście osób zostało zesłanych na Syberię, gdyż jak podają kroniki, odnosząc się do śmierci patriarchy wypowiedziały „łotrowskie słowa, czego nawet napisać nie sposób”.